# Dobrzeń
Dobrzeń is een plaats in het Poolse district  Oleśnicki, woiwodschap Neder-Silezië. De plaats maakt deel uit van de gemeente Dobroszyce en telt 798 inwoners.